# Magyarszőgyén
Magyarszőgyén (szlovákul: Maďarský Svodín) Szőgyén településrésze, 1944 előtt önálló község Szlovákiában, a Nyitrai kerületben, az Érsekújvári járásban.

## Fekvése
Párkánytól 25 km-re északnyugatra fekszik.

## Története
Szőgyén falu 1156-ban "Scoudou" alakban említik először. 1291-ben "villa Sceuden", 1312-ben "Soudou", illetve "Zowdow" alakban szerepel. Az esztergomi érsekség faluja volt, majd a 13. században részben a Gyulazomboroké. 1295-ben a Hont-Pázmány nemzetségé, 1351-ben a Széchy családé, a 16. századtól az érsekség zálogbirtoka. 1242-ben felégették a tatárok. 1427-ben mezővárosi és piactartási jogot kapott. 1571-ben 103 háza volt. 1593-ban 13, 1609-ben 10 portája adózott. 1612-ben a templom köré erődfalat építettek, mely 250 főnyi védősereg elhelyezésére volt elegendő.
1685-ben elfoglalta és felégette a török. 1696-ban 11 háza volt. 1711-ben és 1716-ban újabb telepesek érkeztek. 1715-ben szőlőskertje ls 69 háza volt. 1787-ben 215 házában 838 lakos élt. 1828-ban 242 háza volt 1572 lakossal, akik főként mezőgazdasággal foglalkoztak. A 20. század elején téglagyár kezdte meg itt működését.
Vályi András szerint "Magyar, és Német Szölgyén. Két népes helység Esztergom Várm. földes Urok az Esztergomi Érsekség, lakosai katolikusok, fekszenek egymás mellett, Ölved, Bart, Gyiva, és Sárkányhoz közel, ’s nagy és jeles Szentegyháza által díszesíttetik. Mostani Plebánusa T. T. Jordánszky Elek Úr, H. Batthyáni ő Eminentziájának vólt igen érdemes Archiváriusa, a’ ki míg kebelekben marad, szerentséltetnek 427általa a’ Szölgyéniek. Határjok jó, legelőjök elég, szőlejik meglehetősek, piatzok a’ Bánya Városokban, és másutt is."
Fényes Elek szerint "Magyar-Szölgyén, magyar falu, Esztergom, most Komárom vmegyében, igen kies vidéken, Esztergomhoz 2 mfd., Bart, Gyiva, Sárkány, Köbölkut faluk, Arad puszta, Kürt, Für és Német-Szölgyén helységek határai közt. Lakja 1680 r. kath., két templommal, mellyeknek egyike a két Szölgyén közt dombon fekszik s anyaegyház. Földje dombon fekszik s anyaegyház. Földje dombos és termékeny fekete agyag. Urb. szántóföld 2389 1/2 hold, rét 311 h., szőlő 1581 kapa, uradalmi erdő 910 hold, mellynek fele legelő. Hajdan a törökök alatt nevezetes erősség vala itt, mint ezt több törvény czikkek bizonyitják, de ma nyoma is alig látható. Birja a helységet az esztergomi érsek."
A trianoni békeszerződésig Esztergom vármegye Párkányi járásához tartozott. 1944-ben Szőgyén néven egyesítették Magyar- és Német-Szőgyént.

## Népessége
1910-ben 1998, túlnyomórészt magyar anyanyelvű lakosa volt.
2001-ben Szőgyén 2649 lakosából 2040 magyar és 520 szlovák volt.

## Nevezetes személyek
- Itt hunyt el 1855. április 28-án Pató Pál, magyar alszolgabíró, községi jegyző.